# خس الغاب
خس الغاب أو خس جبلي أو خس أزرق أو خس معمّر (الاسم العلمي: Lactuca perennis)، نوع نبات عشبي معمر من الخس وفصيلة النجمية. ينتشر على نطاق واسع في معظم أوروبا الوسطى والجنوبية.
يعلو من 20 إلى 60 سم.